# (2721) Vsekhsvyatskij
(2721) Vsekhsvyatskij ist ein Asteroid des Hauptgürtels außerhalb der 5:2-Kirkwoodlücke bei 2,82 AE.
Der am 22. September 1973 von dem russischen Astronom N. S. Tschernych am Krim-Observatorium in Nautschnyj, Ukrainische SSR (IAU-Code 095) entdeckte Asteroid wurde nach dem ukrainischen Astronomen Serhij Wsechswjatskyj benannt.